# Soldier-Talk
Soldier-Talk — третий студийный альбом американской экспериментальной рок-группы Red Crayola (позже известной как Red Krayola), выпущенный в 1979 году на лейбле Radar (в Великобритании) и в 2007 году переиздан в США на лейбле Drag City.

## Композиция
Несмотря на присутствие Pere Ubu, музыка является близким продолжением звучания, ранее созданного Red Crayola. Soldier-Talk был задуман как концептуальный альбом, посвящённый милитаризму.
Чемберлен хотел направить музыку в более поп-ориентированное русло, в то время как Томпсон решил сохранить экспериментальное звучание. Как объяснил Томпсон: «Ему было нечего делать, в каком-то смысле, я думаю, он хотел сказать, что он чувствует о записи, и он хотел, чтобы она была ближе к поп-музыке, потому что Джесси, это всегда было одним из его даров, а я был полон решимости сделать запись работающей, и думал, что она может, и должна, и работа с Джеффом Трэвисом, используя его понимание того, как работает музыка, не могла быть другой…». Конфликт привёл к ухудшению их музыкального партнёрства, хотя позже они снова работали над другой пластинкой в похожем ключе, Three Songs on a Trip to the United States (1983), на обложке которой была ссылка на Soldier-Talk.

## Отзывы критиков
| Оценки критиков               | Оценки критиков |
| Источник                      | Оценка          |
| ----------------------------- | --------------- |
| AllMusic                      | [ 5 ]           |
| Pitchfork                     | 5.3/10          |
| Spin Alternative Record Guide | 8/10            |

Газета Harrow Observer писала, что «это недисциплинированная, дикая, абсолютно анархическая музыка… Послушайте, и будьте опустошены».
Том Джурек из AllMusic назвал его «одним из самых зацикленных среди предложений Red Krayola» и представителем «более музыкально авантюрной стороны пост-панка». Он поставил альбому три звезды из пяти, охарактеризовав песни как независимо убедительные и увлекательные. Марк Пытлик из Pitchfork поставил альбому 5,3 балла из 10 и критически отозвался об общей резкости музыки, написав: «Это постоянно интересный альбом — в каждый момент что-то пытается привлечь ваше внимание, но в манере любимого младшего брата, который не перестаёт вас подкалывать». Он заключил, что альбом лучше всего подходит для тех, кто находит Entertainment! панк-группы Gang of Four слишком сдержанным.
Бас-гитарист Майк Уотт назвал Soldier-Talk одним из своих любимых рок-альбомов.

## Список композиций
Слова и музыка всех песен — Mayo Thompson, кроме "On the Brink" написанной Thompson и Jesse Chamberlain.
| №  | Название             | Длительность |
| -- | -------------------- | ------------ |
| 1. | «March No.12»        | 2:01         |
| 2. | «On the Brink»       | 2:55         |
| 3. | «Letter-Bomb»        | 2:03         |
| 4. | «Conspirator's Oath» | 2:41         |
| 5. | «March No.14»        | 1:22         |
| 6. | «Soldier-Talk»       | 7:06         |

| №  | Название                  | Длительность |
| -- | ------------------------- | ------------ |
| 1. | «Discipline»              | 3:25         |
| 2. | «X»                       | 3:13         |
| 3. | «An Opposition Spokesman» | 5:02         |
| 4. | «Uh, Knowledge Dance»     | 2:57         |
| 5. | «Wonderland»              | 3:00         |

## Участники записи
- Джесси Чамберлейн — ударные
- Майо Томпсон — гитара, вокал